# Première dame du Sénégal
Les Premières dames du Sénégal sont les épouses du président de la république du Sénégal depuis l'indépendance en 1960. Depuis mars 2024, les Premières dames sont Marie Khone Faye et Absa Faye.

## Liste des épouses des présidents de la république du Sénégal
| Portrait          | Nom (Naissance-Mort)        | Mariage | Président             | Début            | Fin              | Durée en année |
| ----------------- | --------------------------- | ------- | --------------------- | ---------------- | ---------------- | -------------- |
| Colette Senghor   | Colette Senghor (1925-2019) | 1957    | Léopold Sédar Senghor | 7 septembre 1960 | 31 décembre 1980 | 20 ans         |
| Elisabeth Diouf   | Elisabeth Diouf             | 1963    | Abdou Diouf           | 1er janvier 1981 | 1er avril 2000   | 19 ans         |
| Viviane Wade      | Viviane Wade (née en 1932)  | 1963    | Abdoulaye Wade        | 1er avril 2000   | 2 avril 2012     | 12 ans         |
| Marieme Faye Sall | Marième Faye Sall           | 1995    | Macky Sall            | 2 avril 2012     | 2 avril 2024     | 12 ans         |
| Marie Khone       | Marie Khone Faye            | 2009    | Bassirou Diomaye Faye | 2 avril 2024     | en cours         | 0 an           |
| Absa Faye         | Absa Faye                   | 2023    | Bassirou Diomaye Faye | 2 avril 2024     | en cours         | 0 an           |